# Гюгельсгайм
Гюгельсгайм (нім. Hügelsheim) — громада в Німеччині, знаходиться в землі Баден-Вюртемберг. Підпорядковується адміністративному округу Карлсруе. Входить до складу району Раштат.
Площа — 14,97 км2. Населення становить 5083 ос. (станом на 31 грудня 2020).